# Theridion vosserleri
Theridion vosserleri är en spindelart som beskrevs av Embrik Strand 1907. Theridion vosserleri ingår i släktet Theridion och familjen klotspindlar. Inga underarter finns listade i Catalogue of Life.